# Ostéite

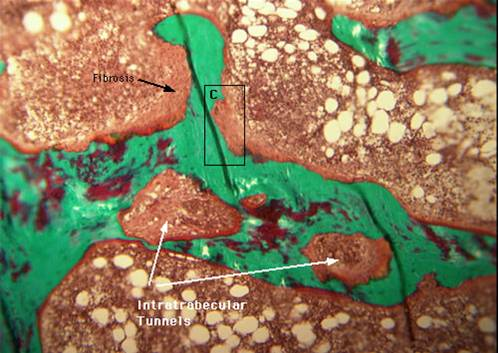
Histologie de l'os montrant une ostéite fibrosa cystica

L'ostéite est une inflammation du tissu osseux, causée le plus souvent par une infection bactérienne, causée par une ou plusieurs bactéries mais qui ne concerne pas l'articulation. Elle peut être aiguë ou chronique. On parlait autrefois de « carie des os ».

## Origine
La porte d'entrée de la bactérie peut être une fracture ouverte, une escarre (parfois appelée plaie de lit) mais aussi des infections de la peau (furoncle - anthrax - impétigo) voire des maladies infectieuses plus banales telles que l'angine, ou une carie dentaire profonde comme dans le cas du pharaon Ramsès II.
Parmi les bactéries fréquemment responsables de l'ostéite, on trouve :
- le staphylocoque doré : cette ostéite est aussi appelée ostéomyélite
- Escherichia coli
- le bacille pyocyanique

## Symptômes
Les symptômes initiaux sont les suivants :
- Syndrome infectieux : fièvre 39 °C - 40 °C, frissons (bactériémie), céphalées.
- Douleurs : vives, localisées, pulsatiles.
- Biologie : vitesse de sédimentation augmentée et CRP élevée.

### Évolution
Si elle n'est pas traitée, la maladie évolue vers une phase d'abcès, observable par échographie.

Ensuite, c'est la fistulisation (la plaie s'ouvrant spontanément) avec écoulement de pus à l'extérieur.

Des morceaux d'os nécrosés, appelés séquestres, peuvent alors se détacher et être évacués par la fistule.

### Complications
- Apparition de nouveau foyers.
- Abcès à distance : cerveau, poumon.
- Septicémie, endocardite infectieuse, etc.
- Ostéite chronique.

Les matériels, tel que les prothèses de la hanches ou les valve cardiaques, peuvent servir de point d'ancrage des bactéries et rendre le traitement plus compliqué.

## Traitement
Le traitement est une combinaison de gestes chirurgicaux et d'antibiothérapie.

Les gestes chirurgicaux sont destinés à retirer la partie infectée de l'os de manière à ne laisser que de l'os sain.

L'antibiothérapie est destinée à éradiquer, tant que faire se peut, les germes pathogènes.
Lorsque la perte osseuse est importante, une greffe peut être réalisée pour compenser le déficit.

## Malade célèbre
Ramsès II, qui serait mort d'une ostéite dentaire selon le médecin Maurice Bucaille, bien qu'une cause plus probable de décès soit simplement lié à son âge avancé.